# Spierbiopsie
Spierbiopsie is een diagnostische methode om uit een spier een stukje weefsel –een spierbiopt– te halen voor onderzoek. 

## Algemeen
Bij diverse ziekten van het zenuw- of spierstelsel (neuromusculaire ziekten) wordt voor de diagnose een spierbiopsie gedaan. Een stukje spierweefsel wordt dan gepakt, waarmee onder de microscoop het stukje weefsel bekeken kan worden. Enkele voorbeelden van ziekten zijn de spierdystrofie van Duchenne (ziekte van Duchenne), de spierdystrofie van Becker, facio-scapulo-humerale dystrofie (FSHD) en mitochondriële myopathie (een energiestofwisselingsziekte).

## Methode
Meestal wordt voor de biopsie met behulp van een holle naald het bovenbeen (de quadriceps) gebruikt. Bij kinderen wordt vaak vooraf een slaapmiddel gegeven, bijvoorbeeld midazolam en de huid verdoofd worden met verdovingscrème (b.v. lidocaïne-prilocaïnecrème). Met een schietapparaat wordt de holle naald enkele malen in de spier geschoten, waarna een stukje weefsel voor onderzoek wordt opgestuurd naar het laboratorium. Met behulp van speciale kleuringen kan men dat spierweefsel onder de microscoop bekijken. Hiermee kan vaak een diagnose of een aanwijzing voor de diagnose worden gesteld.
De oude naald noemt men de Bergström-naald, die vervangen is door het naaldpistool.
Soms wordt het biopsie open gedaan. Hierbij wordt middels een klein sneetje in de huid een stukje spierweefsel weggehaald. Bij kinderen gaat dit vaak onder algehele anesthesie, waarbij geen dampvormige anesthetica mogen worden gebruikt. Spierziekten geven namelijk een verhoogde kans op een maligne hyperthermie bij algehele anesthesie. Dit is een levensbedreigende aandoening.
Met deze open methode kan men meer weefsel verkrijgen en kunnen bijvoorbeeld enzymatische kleuringen worden gedaan.

## Bijwerkingen
Na een spierbiopsie kan gedurende enkele dagen het been gevoelig zijn. Verder kan er een onderhuidse bloeding ontstaan die een blauwe plek kan geven. In zeldzame gevallen kan een huidzenuwtje geraakt worden, waardoor een dove plek of tintelingen kunnen ontstaan.

## Andere diagnosemiddelen
Voor neuromusculaire ziekten kunnen ook andere onderzoeken van belang zijn. Dit zijn DNA-onderzoek bijvoorbeeld bij de spierdystrofie van Duchenne en de spierdystrofie van Becker. Daarnaast kan er een elektromyografie (EMG) worden verricht, waarbij met elektrische stroompjes de zenuw wordt geprikkeld en de reactie van de spier wordt gemeten. Verder kan in het bloed met name gekeken worden naar het creatinekinase (CK). 
Soms wordt spierechografie toegepast, waarbij met behulp van een echo-apparaat een filmpje wordt gemaakt van de werkende spier. Sinds 2002 wordt deze methode in Nederland toegepast (UMC St Radboud). Hiermee kan onderscheid gemaakt worden tussen spieren (grijs gekleurd) en bindweefsel (wit).